# Estudos genéticos em judeus
Os estudos genéticos sobre judeus são a parte da genética populacional usada para analisar a cronologia da migração judaica acompanhada de pesquisas em outros campos, como a História, Linguística e Arqueologia. Esses estudos investigam as origens de várias divisões étnicas judaicas e, em particular, também examinam se existe uma herança genética em comum entre eles. A genética médica dos judeus é estudada para doenças específicas da população judaica.
Estudos de DNA autossômico, que analisam todo o material genético, revelaram que as populações judaicas costumam formar grupos relativamente próximos em comunidades independentes, com a maioria dentro de uma comunidade compartilhando ancestrais significativos. Para as populações da diáspora judaica, a composição genética dos judeus asquenazes, sefarditas e mizrahim mostra quantidades significativas de ancestralidade compartilhada do Oriente Médio. De acordo com o geneticista Doron Behar e sua equipe (2010), isso é "consistente com uma formulação histórica do povo judeu como descendente dos antigos hebreus e israelitas da região do Levante" e "a dispersão do povo do antigo Israel por todo o Velho Mundo". Grupos judaicos também são geneticamente próximos a povos levantinos como libaneses, palestinos, beduínos e drusos, além de populações do sul da Europa, como cipriotas e italianos.
Os judeus norte-africanos, italianos e ibéricos mostram frequências variáveis de mistura com a população não-judaica histórica ao longo das linhas maternas. No caso dos asquenazes e sefarditas (sobretudo os sefarditas marroquinos), que são próximos entre si, a fonte de mistura não-judaica é principalmente do sul da Europa. Behar e seus colegas observaram uma relação especialmente próxima entre os judeus asquenazes e os italianos modernos. Alguns estudos mostram que os Bene Israel e judeus de Cochim da Índia e os Beta Israel da Etiópia, embora muito parecidos com as populações locais de seus países nativos, podem ter alguma descendência judaica antiga.

## Formação das populações no Levante
Os canaanitas e outras populações semitas do Levante da Idade do Bronze foram formados na Idade do Cobre, a partir da mistura entre populações neolíticas levantinas autóctones e migrantes oriundos dos atuais Irã, Anatólia e Cáucaso. Posteriormente, povos do sul da Europa e Anatólia (c. 1.000 a.C.), gregos (c. século IV a.C.) e povos do Cáucaso (séculos XVI–XIX) mesclaram-se às populações do Levante. A genética desses povos corresponde a cerca de 10% do pool genético das populações levantinas autóctones modernas, como sírios, libaneses e palestinos.
Segundo as evidências arqueológicas e históricas, com a monolatria e posteriormente monoteísmo em torno de Javé, alguns povos canaanitas começaram a formar um grupo étnico distinto: os israelitas. São dos israelitas que os judeus descendem.

## Estudos de DNA autossômico
Os estudos genéticos de DNA autossômico indicam que os grupos judeus possuem um componente genético levantino, junto com graus variáveis de mistura das populações hóspedes correspondentes da Diáspora.

### Asquenazes
Segundo os estudos genéticos, entre 40 e 50% da genética dos judeus asquenazes é oriunda do Levante, sendo o restante (50 a 60%) oriundo da Europa. Entre 60 e 80% da ancestralidade europeia dos asquenazes é oriunda do sul da Europa.

#### Genética e a relação entre asquenazes e cázaros
No século XX, o escritor húngaro-judaico Arthur Koestler, em seu livro A 13ª Tribo (1976), retomou a antiga teoria de que os judeus asquenazes seriam descendentes dos cázaros, um povo de origem túrquica, não semita, que se converteu em massa ao judaísmo e abandonou suas terras, na região da atual Turquia, fugindo das devastações perpetradas pelos mongóis, refugiando-se na Europa Oriental, principalmente nos atuais territórios da Polônia, Hungria e Ucrânia. Essas populações, não pertencendo a nenhuma das doze tribos de Israel, são definidas no livro de Koestler como "a décima-terceira tribo".
No entanto, estudos de DNA em judeus asquenazes não encontraram qualquer evidência de origens cázaras e, portanto, o consenso entre a comunidade cientifica é de que os asquenazes não descendem dos povos túrquicos medievais referidos.

### Sefarditas eitalkim
A genética e ancestralidade dos judeus sefarditas e italianos é uma mescla entre um componente levantino e um sul-europeu. Segundo um estudo genético de 2012, a quantidade de ancestralidade europeia entre essas duas populações judaicas está no intervalo entre 30 e 60%.

### Judeus do Magrebe
Segundo Campbell et al. (2012), os judeus marroquinos, argelinos, tunisianos e líbios, sejam sefarditas ou mizrahim, possuem níveis variáveis de ascendência do Oriente Médio (40–42%), europeia (37–39%) e norte-africana autóctone (20–21%).

### Mizrahim
Segundo Behar et al. (2010), as comunidades judaicas iranianas, turcas, iraquianas, azerbaijanas e georgianas formaram um "aglomerado compacto" cobrindo amostras não-judaicas do Levante com judeus asquenazes, marroquinos, búlgaros e samaritanos, sendo os resultados "consistentes com uma formulação histórica da comunidade judaica pessoas como descendentes dos antigos hebreus e israelitas residentes do Levante". Os judeus iemenitas formaram seu próprio subgrupo que "também estava localizado dentro de um conjunto de amostras levantinas", mas também mostrou uma relação notável "principalmente com os beduínos, mas também com indivíduos sauditas".
Os judeus bucaranos, oriundos da Ásia Central e parte dos mizrahim, se agrupam estreitamente com as outras comunidades judaicas mizrahim, bem como outros povos do Oriente Médio e Cáucaso, como curdos, armênios, iranianos e sírios, e não se agruparam com os seus antigos vizinhos, como uzbeques e tajiques.

### Judeus etíopes e indianos
Os judeus etíopes (Beta Israel) e indianos (Bene Israel e judeus de Cochim) são geneticamente muito parecidos com as populações autóctones de seus países, mas possuem alguma ancestralidade levantina.

## Linha paterna - cromossomo Y

Distribuição do Haplogrupo J do cromossomo Y pelo mundo.

Aproximadamente 35% a 43% dos homens judeus possuem como haplogrupo de seu cromossomo Y o de letra J e seus sub-haplogrupos. Tal haplogrupo está particularmente presente no Oriente Médio e no sul da Europa. 15% a 30% estão no haplogrupo E1b1b, (ou E-M35) e seus sub-haplogrupos que são comuns no Oriente Médio, Norte da África e Sul da Europa .
Em 1992, G. Lucotte e F. David foram os primeiros geneticistas a documentar uma herança genética paterna comum entre os judeus sefarditas e asquenazes. Outro estudo, publicado um ano depois, sugeriu a origem no Oriente Médio das linhagens paternas judaicas.
Em 2000, M. Hammer et al. conduziram um estudo com 1.371 homens e estabeleceram de modo definitivo que parte do pool genético paterno das comunidades judaicas na Europa, Norte da África e Oriente Médio veio de uma população ancestral comum do Oriente Médio e sugeriu que a maioria das comunidades judaicas ao longo da Diáspora permaneceu relativamente isolada e endogâmica em comparação com as populações vizinhas não-judias.
Investigações feitas por Nebel et al. sobre as relações genéticas existentes entre judeus asquenazes, curdos e sefarditas (Norte da África, Turquia, Península Ibérica, Iraque e Síria) indicam que os judeus são geneticamente mais similares aos grupos do norte do Crescente Fértil (como curdos, turcos e armênios) do que seus vizinhos árabes e sugerem que parte dessa diferença pode ser devido à migração e miscigenação vinda da Península Arábica durante os últimos dois milênios (em certas populações atuais falantes de língua árabe). Considerando o momento dessa origem, o estudo descobriu que "o histórico genético comum do Oriente Médio (das populações judaicas) é anterior à etnogênese na região e conclui que o pool de cromossomos Y dos judeus é parte integrante da paisagem genética da região do Oriente Médio."
Um estudo de 2003 de Lucotte et al. descobriu que os judeus sefarditas, asquenazes e mizrahim e os libaneses e palestinos "parecem ser semelhantes em seus padrões de haplótipo Y, tanto no tocante às distribuições de haplótipos quanto às frequências ancestrais do haplótipo VIII". Os autores também afirmaram que esses resultados confirmam semelhanças nas frequências do haplótipo Y dessas populações do Oriente Próximo, desse modo compartilhando uma origem geográfica comum.
Em um estudo de judeus israelenses pertencentes a quatro grupos diferentes (judeus asquenazes, curdos, sefarditas norte-africanos e iraquianos) e árabes palestinos muçulmanos, mais de 70% dos homens judeus e 82% dos homens palestinos cujo material genético foi estudado herdaram seus cromossomos Y dos mesmos ancestrais paternos, que viveram na região da Palestina nos últimos milhares de anos. Verificou-se que todos os grupos judaicos são geneticamente mais próximos uns dos outros do que dos palestinos e dos curdos de religião islâmica. Descobriu-se que os judeus curdos, sefarditas norte-africanos e iraquianos eram geneticamente indistinguíveis, embora ligeiramente, mas significativamente diferentes, dos judeus asquenazes.

### DNA de cromossomo Y de Judeus asquenazes
O cromossomo Y da maioria dos judeus asquenazes e sefarditas contém mutações que são comuns entre os povos do Oriente Médio, mas incomuns entre os europeus não-judeus em geral, de acordo com um estudo de haplótipos do cromossomo Y por Hammer e Ostrer et al. publicado em 2000. De acordo com esse mesmo estudo, isso sugere que as linhagens paternas dos asquenazes podem ser rastreadas principalmente no Oriente Médio.
Nos judeus asquenazes, as linhagens paternas mais comuns geralmente são E1b1b (16-23%), J2 (19-24%) e J1 (17-19%), com outras encontradas em taxas menores.
Hammer et al. acrescentam que "os judeus da diáspora da Europa, Magrebe e Oriente Próximo assemelham-se mais uns aos outros do que a seus vizinhos não-judeus". Além disso, os autores descobriram que o "grupo judeu foi intercalado com as populações da Palestina e da Síria, enquanto as outras populações não-judaicas do Oriente Médio (sauditas, libaneses e drusos) o cercaram de perto. Das populações judaicas neste aglomerado, os asquenazes estavam mais próximos das populações do sul da Europa (nomeadamente os gregos) e também estavam mais próximos dos turcos." O estudo estimou que, em seu lado paterno, os asquenazes são descendentes de uma população-núcleo de aproximadamente 20 mil judeus que migraram da Itália para o resto da Europa ao longo do Primeiro milênio da Era Cristã, e também estimou que "todos os judeus europeus parecem estar conectados em ordem dos primos de quarto ou quinto grau." O estudo também sustentou que as linhas paternas dos judeus romanos eram próximas às dos asquenazes. Afirma que estes se originaram principalmente do Oriente Médio.
A mistura genética masculina total cumulativa estimada entre asquenazes foi, conforme Hammer et al., "muito semelhante à estimativa média de Motulsky de 12,5%. Isso pode ser o resultado, por exemplo, de tão pouco quanto 0,5% por geração, em cerca de 80 gerações". Tais números indicaram que houve uma "contribuição relativamente menor" para as linhagens paternas asquenazes por convertidos ao judaísmo e não-judeus. Esses números, no entanto, foram baseados em uma gama limitada de haplogrupos paternos que se supõe ter origem na Europa. Quando haplogrupos potencialmente europeus foram incluídos na análise, a mistura estimada aumentou para 23% (±7%).
A frequência do haplogrupo R1b na população asquenazes é semelhante à frequência do mesmo nas populações do Oriente Médio, o que é significativo, pois R1b também é o haplogrupo mais comum entre homens não judeus na Europa Ocidental. Ou seja, a comunhão de subclasses nominalmente do Oriente Médio de R1b entre asquenazes tende a minimizar a contribuição da Europa Ocidental para ~ 10% de R1b encontrada entre asquenazes. Um grande estudo de Behar et al. (2004) de judeus asquenazes registra uma porcentagem de 5-8% de contribuição europeia para o pool genético paterno asquenaze. 
Para G. Lucotte et al., a frequência R1b é de cerca de 11%. Em 2004, quando o cálculo é feito excluindo os judeus da Holanda, a taxa R1b é de 5% ± 11,6%.
Dois estudos de Nebel et al. em 2001 e 2005, com base em marcadores polimórficos do cromossomo Y, sugeriu que os asquenazes estão mais intimamente relacionados com outros grupos judeus e do Oriente Médio do que com as populações não-judias do Leste Europeu, Alemanha e França. Asquenazes, sefarditas e curdos eram todos muito próximos das populações do Crescente Fértil, ainda mais próximos do que dos árabes. O estudo especulou que os ancestrais das populações árabes do Levante podem ter divergido devido à mistura com migrantes da Península Arábica. No entanto, 11,5% dos homens asquenazes, e, de modo mais específico, 50% dos levitas, enquanto 1,7% dos Cohanim, pertenciam ao haplogrupo de cromossomo Y R1a1a (R-M17), dominante nas populações da Europa Oriental. Eles levantaram a hipótese de que esses cromossomos poderiam refletir o fluxo gênico de baixo nível das populações vizinhas do Leste Europeu ou, de modo alternativo, que tanto os asquenazes com R1a1a quanto as populações da Europa Oriental em geral podem ser parcialmente descendentes de cazares. Eles concluíram: "No entanto, se os cromossomos R1a1a (R-M17) em judeus asquenazes realmente representam os vestígios dos misteriosos cazares, então, de acordo com nossos dados, essa contribuição foi limitada a um único fundador ou a alguns homens intimamente relacionados, e não excede ~ 12% dos atuais asquenazes." Esta hipótese também é apoiada por David B. Goldstein em sua obra "Jacob's legacy: A genetic view of Jewish history". No entanto, Faerman (2008) afirma que "Fluxo gênico externo de baixo nível de possível origem da Europa Oriental foi mostrado em asquenazes, mas nenhuma evidência de uma contribuição hipotética dos cazares para o pool genético asquenaz jamais foi encontrada." Um estudo de 2017, concentrando-se nos levitas asquenazes, onde a proporção chega a 50%, sinalizando que há uma "variação rica do haplogrupo R1a fora da Europa, que é filogeneticamente separada dos ramos R1a tipicamente europeus", precisa que o subgrupo R1a-Y2619 específico -clade atesta uma origem local e que a "origem do Oriente Médio da linhagem levita asquenaz com base no que antes era um número relativamente limitado de amostras relatadas, agora pode ser considerada firmemente validada".
Além disso, 7% dos asquenazes têm o haplogrupo G2c, que é encontrado sobretudo entre os pashtuns e, em menor escala, entre os membros de todos os principais grupos étnicos judeus, palestinos, sírios e libaneses. Behar et al. sugerem que esses haplogrupos são linhagens fundadoras asquenazes menores.
Entre os asquenazes, os da Holanda parecem ter uma distribuição particular de haplogrupos, já que quase um quarto deles tem o Haplogrupo R1b1 (R-P25), em particular o sub-haplogrupo R1b1b2 (R-M269), que é característico da cultura ocidental. populações europeias.
Os homens asquenazes mostram um baixo nível de diversidade de Y-DNA dentro de cada haplogrupo principal, o que significa que, em comparação com o tamanho da população moderna, parece que já houve um número relativamente pequeno de homens tendo filhos. Isso possivelmente resulta de uma série de eventos fundadores e altas taxas de endogamia na Europa. Apesar desse judeus representarem uma população fundada recentemente na Europa, os efeitos fundadores sugerem que eles provavelmente derivaram de uma grande e diversificada população ancestral no Oriente Médio, que pode ter sido maior do que a população original da qual os europeus não-judeus derivaram.

### Y-DNA de judeus sefarditas
O primeiro maior estudo sobre os judeus do norte da África foi liderado por Gerard Lucotte et al. em 2003. Este estudo mostrou que os judeus do norte da África mostraram frequências de seus haplótipos paternos quase iguais aos dos libaneses e palestinos não-judeus. Os autores também compararam a distribuição de haplótipos de judeus do norte da África com judeus sefarditas, asquenazes e "orientais" (mizrahim), e encontraram diferenças significativas entre os asquenazes e mizrahim e os outros dois grupos.
A comunidade judaica da ilha de Djerba, na Tunísia, é de especial interesse, pois a tradição traça as origens desta comunidade até a época da destruição do Templo de Salomão. Dois estudos tentaram testar essa hipótese primeiro por Lucotte et al. de 1993, o segundo de Manni et al. de 2005. Eles também concluem que o pool genético paterno dos judeus de Djerba é diferente dos árabes e berberes da ilha. Para o primeiro, 77,5% das amostras testadas são do haplótipo VIII (provavelmente semelhante ao haplogrupo J de acordo com Lucotte), o segundo mostra que 100% das amostras são do haplogrupo J *. A segunda sugere que é improvável que a maioria dessa comunidade venha de uma antiga colonização da ilha, enquanto que para Lucotte não está claro se essa alta frequência é realmente uma relação antiga. Esses estudos sugerem, portanto, que a linhagem paterna dos judeus norte-africanos vem predominantemente do Oriente Médio, com uma contribuição minoritária de linhagens africanas, provavelmente de origem berbere.
O maior estudo até hoje sobre judeus que viviam no norte da África foi realizado em 2012 e foi liderado pelo Prof. Harry Ostrer dos departamentos de patologia, genética e pediatria da Universidade Yeshiva de Nova York, e foi publicado online no jornal PNAS. Nele, os estudiosos encontraram que os judeus que viviam no Marrocos e na Argélia tinham mais mistura de genes europeus em seus pools genéticos do que os judeus que viviam na Tunísia e na Líbia, provavelmente como resultado de uma maior população de judeus sefarditas expulsos que se estabeleceram nessas duas primeiras terras mencionadas após 1492 e 1497. Todas as comunidades de judeus norte-africanos exibiram um alto grau de endogamia.
Um estudo de Inês Nogueiro et al. (julho 2009) sobre os judeus do nordeste de Portugal (região de Trás-os-Montes) mostrou que suas linhagens paternas consistiam em 35,2% de linhagens mais típicas da Europa (R: 31,7%, I: 3,5%) e 64,8% linhagens mais típicas do Oriente Próximo do que da Europa (E1b1b: 8,7%, G: 3,5%, J: 36,8%, T: 15,8%) e consequentemente, os judeus portugueses desta região eram geneticamente mais próximos a outras populações judaicas do que aos portugueses não-judeus.

### Y-DNA dos Judeus Mizrahi
No artigo de Nebel et al., os autores mostram que os judeus curdos e sefarditas têm herança genética paterna indistinguível, sendo ambos semelhantes, mas ligeiramente diferentes dos asquenazes (possivelmente devido a uma mistura europeia de baixo nível e/ou uma deriva genética durante o isolamento entre asquenazes). O estudo mostra que as misturas entre judeus curdos e seus anfitriões muçulmanos são insignificantes e que estão mais próximos de outros grupos judeus do que de sua população hospedeira de longo prazo. Hammer já havia mostrado a forte correlação entre a herança genética dos judeus do norte da África com os judeus curdos.
Um estudo de 2002 do geneticista Dror Rosengarten descobriu que os haplótipos paternos dos judeus da montanha, que habitam o Azerbaijão e o norte do Cáucaso,  "foram compartilhados com outras comunidades judaicas e eram consistentes com uma origem mediterrânea". Karafet (2016) descobriu, com uma amostra de 17, 11,8% dos homens judeus da montanha testados no distrito de Derbentsky, na região russa do Daguestão, como pertencentes ao Haplogrupo T-P77.
Os estudos de Shen e Hammer et al. mostram que os genes paternos dos judeus iemenitas são muito semelhantes aos de outras populações judaicas. Eles incluem os haplogrupos de cromossomo Y A3b2, E3b3a, E3b1, E3b1b, J1a, J2e, R1b10, e a menor frequência encontrada foi Haplogrupo T-M184.

### Y-DNA de judeus etíopes
Um estudo de Lucotte e Smets mostrou que o pai genético da população Beta Israel (judeus etíopes) era próximo das populações não-judias etíopes. Isso é consistente com a teoria de que os Beta Israel são descendentes de antigos habitantes da Etiópia, não do Oriente Médio.
Hammer et al. em 2000 e a equipe de Shen em 2004 chegam a conclusões semelhantes, nomeadamente uma diferenciação genética em outras pessoas no norte da Etiópia, o que provavelmente indica uma conversão das populações locais.
Um estudo de 2010 de Behar et al. sobre a estrutura do genoma de judeus observaram que o Beta Israel tinha níveis semelhantes de grupos genéticos do Oriente Médio como os tigrínios e amáricos, falantes de línguas semitas. No entanto, em comparação com os oromos não judeus de língua cuxítica, que são o maior grupo étnico da Etiópia, o Beta Israel tinha níveis mais altos de mistura do Oriente Médio.

### Y-DNA de judeus indianos
A análise genética mostra que os Bene Israel da Índia agrupam-se com as populações nativas do oeste da Índia, mas têm uma clara ligação paterna com as populações do Levante. Um estudo recente mais detalhado sobre judeus indianos relatou que a ancestralidade paterna dos judeus indianos é composta por haplogrupos específicos do Oriente Médio (E, G, J(xJ2) e I ), bem como haplogrupos comuns do Subcontinente indiano (R1a, H, L- M11, R2).

## Linhagem materna - DNA mitocondrial
Estudos de DNA mitocondrial (mtDNA) de populações judaicas são mais recentes e ainda discutíveis.  As linhagens maternas das populações judaicas, estudadas observando o DNA mitocondrial, são geralmente mais heterogêneas. Especialistas como Harry Ostrer e Raphael Falk acreditam que isso pode indicar que muitos homens judeus encontraram novas companheiras de comunidades europeias e outras nos locais para onde migraram na diáspora depois de deixar o antigo Israel.
De acordo com Thomas et. al. (2002), várias comunidades judaicas revelaram linhagem direta de ascendência materna proveniente de poucas mulheres, o que foi visto em comunidades independentes fundadas em diferentes áreas geográficas. O que eles compartilharam foram adições genéticas limitadas mais tarde no lado feminino. Juntos, isso é descrito como o efeito fundador. Essas mesmas comunidades tinham diversidade nas linhas masculinas que era semelhante à população não-judaica. Dois estudos, em 2006 e 2008, sugeriram que cerca de 40% dos asquenazes se originaram por linha materna de apenas quatro mulheres fundadoras que provavelmente eram oriundas do Oriente Próximo, enquanto as populações sefarditas e mizrahim "não mostraram evidências de um efeito fundador estreito".
Com exceção dos judeus etíopes e indianos, argumenta-se que todas as várias populações judaicas têm componentes de genomas mitocondriais oriundos do Oriente Médio. No entanto, em 2013 Richards et al. publicaram um estudo, no qual sugerem "80% da ascendência materna asquenazita vem de mulheres nativas da Europa, e [apenas] 8% do Oriente Próximo, com o resto incerto", sugerindo que homens judeus migraram para a Europa e ali tomaram como esposas mulheres locais, as quais foram convertidas ao judaísmo, embora alguns geneticistas, como Doron Behar, tenham expressado desacordo com as conclusões do estudo. Outro estudo, de Eva Fernandez et al., argumenta que as linhagens K (reivindicadas como de origem européia por Richards et al.) em judeus asquenazes podem ter uma fonte antiga do Oriente Próximo.
Refletindo sobre estudos anteriores de DNA mitocondrial realizados por Behar, Atzmon et al. concluíram que todos os principais grupos populacionais judeus estão mostrando evidências de mulheres fundadoras de origem no Oriente Médio com tempos de coalescência maior do que dois mil anos. Um estudo de 2013 de Richards et al., com base em uma amostra muito maior, chegou à conclusão de que o DNA mitocondrial dos judeus asquenazes originou-se entre as mulheres do sul da Europa, onde as comunidades da diáspora foram estabelecidas séculos antes da queda do Segundo Templo em 70 d.C. Um estudo de 2014, de Fernandez et al., descobriu que os asquenazes exibem uma frequência de haplogrupo K, o que sugere uma antiga origem do Oriente Próximo, afirmando que esta observação contradiz claramente os resultados do estudo liderado por Richards, que sugeriu uma origem predominantemente europeia para as linhas maternas da comunidade asquenazita. No entanto, os autores do estudo de 2014 também afirmam que responder definitivamente à questão de saber se esse grupo era de origem judaica e não o resultado de uma migração neolítica para a Europa exigiria a genotipagem do mtDNA completo em populações antigas do Oriente Próximo.

### MtDNA de Judeus Asquenazes
Em 2004, Behar et al. descobriram que aproximadamente 32% dos judeus asquenazes pertencem ao haplogrupo K do DNA mitocondrial, o que aponta para um gargalo genético ocorrido cerca de 100 gerações antes. Acredita-se que tal haplogrupo tenha se originado no Oriente Médio há cerca de doze mil anos.

Um estudo de 2006 de Behar et al., baseado na análise de alta resolução do já referido haplogrupo K, sugeriu que aproximadamente 40% da atual população asquenazita é descendente matrilinear de apenas quatro mulheres, ou "linhagens fundadoras", provavelmente de origem mista europeia e do Oriente Médio. Eles concluíram que essas linhagens fundadoras podem ter se originado no Oriente Médio nos séculos I e II d.C. e, posteriormente, passaram por expansão na Europa. Além disso, uma linha materna "irmã" foi encontrada entre os judeus de Portugal, Norte da África, França e Itália. Eles escreveram:
Tanto a extensão quanto a localização do demo ancestral materno do qual os judeus asquenazes surgiram permanecem obscuros. Aqui, usando sequências completas do DNA mitocondrial, mostramos que quase metade dos judeus asquenazes, estimados em 8 milhões de pessoas, pode ser rastreada até apenas quatro mulheres portadoras de mtDNAs distintos que estão virtualmente ausentes em outras populações, com a importante exceção de baixas frequências entre os judeus não asquenazes. Concluímos que quatro mtDNAs fundadores, provavelmente de ascendência do Oriente Próximo, passaram por grandes expansões na Europa no último milênio…
Um estudo de 2007 por J. Feder et al. confirmou a hipótese da fundação de origem não-europeia entre as linhagens maternas. Seu estudo não abordou a origem geográfica dos asquenazes e, portanto, não confirma explicitamente a origem "levantina" desses fundadores. Este estudo revelou uma divergência significativa na distribuição total de haplogrupos entre as populações asquenazes e suas populações anfitriãs europeias, ou seja,  povos como russos, poloneses e alemães e concluíram que, em relação aos mtDNAs, as diferenças entre judeus e não-judeus são muito maiores do que as observadas entre as comunidades judaicas. O estudo também descobriu que "as diferenças entre as comunidades judaicas podem ser negligenciadas quando os não-judeus são incluídos nas comparações". Ele apoiou interpretações anteriores de que, na linha materna direta, havia "pouco ou nenhum fluxo gênico das comunidades locais não-judaicas na Polônia e na Rússia para as comunidades judaicas nesses países".
Considerando os judeus asquenazes, Atzmon (citando Behar acima) afirma que, além de quatro haplogrupos mitocondriais fundadores de possíveis origens do Oriente Médio, que compreendem aproximadamente 40% dos DNAs mitocondriais dos judeus asquenazes, o restante do mtDNA cai em outros haplogrupos, muitos de origem européia. Ele observou que, além dos judeus asquenazes, "evidências de fêmeas fundadoras de origem no Oriente Médio foram observadas em outras populações judaicas com base em haplótipos mitocondriais não sobrepostos com tempos de coalescência maior que 2.000 anos".

Um estudo de 2013 da Universidade de Huddersfield, liderado pelo professor Martin B. Richards, concluiu que entre 65 e 81% do DNA mitocondrial asquenazita é de origem europeia, incluindo todas as quatro mães fundadoras, e que a maioria das linhagens restantes também são europeias. Os resultados foram publicados na revista Nature Communications em outubro de 2013. A equipe analisou cerca de 2.500 genomas mitocondriais completos e 28.000 parciais de não judeus, e 836 genomas parciais de DNA mitocondrial de judeus asquenazes. O estudo afirma que apenas 8% do Mt-DNA asquenaze pode ser identificado como de origem do Oriente Médio, com a origem do restante sendo incerta.
Se permitirmos a possibilidade de que K1a9 e N1b2 possam ter uma origem no Oriente Próximo, podemos estimar a fração geral de ancestralidade materna europeia em torno de 65%. Dada a força do caso de até mesmo esses fundadores terem uma fonte europeia, no entanto, nossa melhor estimativa é atribuir c. 81% das linhagens asquenazes a uma fonte europeia, c. 8% ao Oriente Próximo e c. 1% mais a leste em Ásia, com aproximadamente 10% permanecendo ambíguo...  Dessa maneira, pelo menos dois terços e provavelmente mais de quatro quintos das linhagens maternas asquenazes têm ascendência europeia.
Em relação à origem da mistura asquenazita, as análises sugerem que "a primeira grande onda de assimilação provavelmente ocorreu na Europa mediterrânea, provavelmente no sul da Europa, com substancial assimilação adicional de fundadores menores na Europa Ocidental/Central". Segundo Richards, que reconheceu pesquisas anteriores mostrando que as origens paternas dos asquenazes são em grande parte do Oriente Médio, a explicação mais provável é que esses judeus descendem de homens do Oriente Próximo que se mudaram para a Europa e se casaram com mulheres locais que se converteram ao judaísmo. Os autores encontraram "menos evidências de assimilação na Europa Oriental e quase nenhuma de uma fonte no norte do Cáucaso e Chuváchia, como seria previsto pela hipótese cazar".
O estudo foi criticado pelo geneticista Doron Behar, que afirmou que, embora o DNA mitocondrial dos asquenazes seja de origens mistas do Oriente Médio e da Europa, as raízes maternas mais profundas dessa comunidade não são europeias. Harry Ostrer disse que o estudo de Richards parecia razoável e correspondia aos fatos conhecidos da história judaica. Karl Skorecki, do Rambam Health Care Campus, afirmou que havia sérias falhas na análise filogenética.
David B. Goldstein, o geneticista da Universidade Duke que primeiro encontrou semelhanças entre as mães fundadoras dos judeus asquenazes e as populações europeias, disse que, embora a análise de Richards tenha sido bem feita e 'possa estar certa', a estimativa de que 80% dos mtDNAs dos judeus asquenazes são europeus não foi justificada estatisticamente, dada a ascensão aleatória e queda de linhagens de DNA mitocondrial. O geneticista Antonio Torroni, da Universidade de Pavia, achou as conclusões muito convincentes, acrescentando que estudos recentes do DNA do núcleo celular também mostram "uma semelhança muito próxima entre os judeus asquenazes e os italianos". As comunidades da diáspora foram estabelecidas em Roma e no sul da Europa séculos antes da queda do Segundo Templo em 70 d.C.

Um estudo de 2014. de Fernandez et al., descobriu que os judeus asquenazes exibem uma frequência de haplogrupo K, o que sugere antigas origens do Oriente Médio, afirmando que esta observação contradiz claramente os resultados do estudo liderado por Richards, que sugeriu uma origem predominantemente europeia para a linha materna da comunidade asquenaze. No entanto, os autores também afirmam que responder definitivamente à questão de saber se esse grupo era de origem judaica e não o resultado de uma migração neolítica para a Europa exigiria a genotipagem do DNA mitocondrial completo nas populações antigas do Oriente Próximo.
Um estudo de 2022, de Kevin Brook, concentrou-se no DNA mitocondrial dos judeus asquenazitas e usou milhares de sequências completas. Brook encontrou um total de seis ramos do haplogrupo K em asquenazes, cada um representando mulheres fundadoras separadas: K1a1b1*, K1a1b1a, K1a4a, K1a9, K2a* e K2a2a1. Ele descobriu que o K1a9 é compartilhado com judeus iraquianos e com não-judeus na Síria e no Irã. K2a2a1 é compartilhado com os europeus do sul, mas também pode corresponder à variedade de K2a2a em judeus mizrahim do Cáucaso e é a irmã materna do haplogrupo árabe K2a2a2. Ele, portanto, propôs que K1a9 e K2a2a1 poderiam ser de origem hebraica. Brook também encontrou raízes do Oriente Próximo para vários outros haplogrupos asquenazes, incluindo R0a2m e U1b1. K1a4a é interpretado como uma linhagem potencialmente de um antigo grego ou italiano convertido ao judaísmo, mas também encontrado na Síria. Vários haplogrupos são vistos como representando a assimilação de mulheres eslavas ocidentais no centro-leste da Europa, incluindo V7a e H11b1. O debate sobre a potencial descendência cazar também foi reexaminado. Embora Brook não tenha encontrado nenhuma conexão direta com os chuvaches nem com nenhuma das amostras medievais cazares que foram coletadas até o momento, ele identificou o ramo asquenazita N9a3 como o subclado filho de uma variedade encontrada entre basquires, um povo túrquico dos Urais que está concentrado na região da Basquíria, e propõe que o primeiro poderia vir de uma mulher Khazar. A contracapa do livro de Brook traz um endosso de Skorecki.

### MtDNA de judeus sefarditas

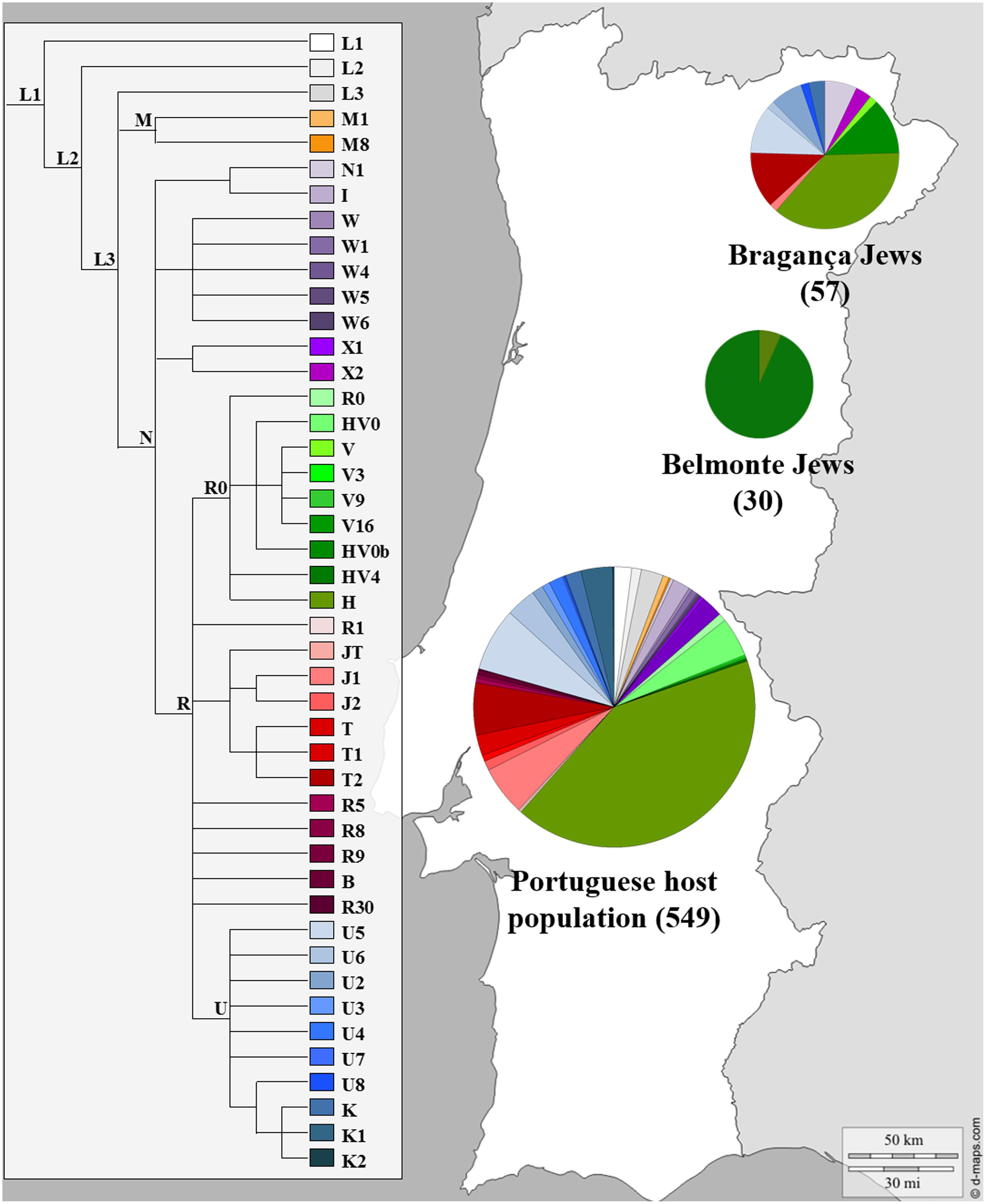
Haplogrupos de DNA mitocondrial dos judeus sefarditas portugueses e dos portugueses em geral.

A análise do DNA mitocondrial dos judeus do Marrocos,  Tunísia e Líbia foi objeto de um estudo mais aprofundado em 2008 por Doron Behar et al. A análise conclui que os judeus desta região não compartilham os haplogrupos dos haplogrupos de DNA mitocondrial (M1 e U6) que são típicos de populações berberes e árabes do norte da África.
Behar e sua equipe concluíram que é improvável que os judeus norte-africanos tenham uma mistura significativa de árabes ou berberes, "consistente com as restrições sociais impostas por restrições religiosas" ou endogamia. Este estudo também encontrou semelhanças genéticas entre os judeus asquenazes e norte-africanos de DNA mitocondrial europeu, mas algumas diferenças.
A pesquisa genética mostra que cerca de 27% dos judeus marroquinos descendem de uma ancestral feminina. O estudo de Behar e sua equipe descobriu que 43% dos judeus da Tunísia são descendentes de quatro mulheres ao longo de suas linhas maternas. De acordo com Behar, 39,8% do DNA mitocondrial dos judeus líbios "podem estar relacionados a uma mulher portadora da linhagem X2e1a1a".
Os dados de DNA mitocondrial recuperados por Behar et al. eram de uma comunidade judaica, escondida por séculos para fugir da perseguição da Inquisição, localizada na vila de Belmonte, na Beira Baixa, Portugal. Devido à reduzida dimensão da amostra e às circunstâncias de isolamento da comunidade durante tanto tempo, não é possível generalizar os resultados para toda a Península Ibérica.
Houve uma presença relativamente alta do Haplogrupo T2e nos sefarditas que chegaram à Turquia e à Bulgária, o que sugere que o subhaplogrupo, mais similar ao das populações que vivem entre a Arábia Saudita, Egito e o centro-norte da Itália do que aos ibéricos, ocorreu relativamente cedo na população sefardita porque, se apareceu no final do isolamento da comunidade na Península Ibérica, não haveria tempo suficiente para sua disseminação na população. A frequência de partidas T2e na Espanha e em Portugal é drasticamente menor do que nas listadas acima dos judeus. Da mesma forma, menos correspondências T2e5 de assinatura sefardita foram encontradas na Península Ibérica do que no norte do México e no sudoeste dos Estados Unidos. O DNA mitocondrial dos judeus da Turquia não inclui em grande parte as linhagens de mtDNA típicas do Oriente Médio. Foi documentada uma linhagem de tipo ibérico, o que é consistente com dados históricos, ou seja, a expulsão dos judeus da Península Ibérica e o seu reassentamento nos territórios do Império Otomano.

### MtDNA de judeus Mizrahi
De acordo com o estudo de 2008 de Behar, 43% dos judeus iraquianos descendem de cinco mulheres. Estudos genéticos mostram que os judeus persas e centro-asiáticos descendem de um pequeno número de ancestrais femininas. Os judeus da montanha mostraram um impressionante evento de fundação materna, com 58,6% de sua variação genética total de mtDNA remontando a uma mulher do Levante que carregava uma linhagem de mtDNA dentro de Hg J2b.
De acordo com o estudo de Thomas et al., 51% dos judeus georgianos são descendentes de uma única mulher. Segundo Behar, 58% são descendentes dessa ancestral feminina. Os pesquisadores não determinaram a origem dessa ancestral, mas sabe-se que essa mulher carregava um haplótipo que pode ser encontrado em uma grande área que se estende desde Mediterrâneo até o Iraque e o Cáucaso.
Em um estudo de Richards et al., os autores sugerem que uma proporção menor dos haplogrupos L1 e L3A da África subsaariana está presente entre os judeus iemenitas. No entanto, essas linhas ocorrem 4 vezes menos frequentemente do que entre os iemenitas não judeus. Esses haplogrupos subsaarianos estão virtualmente ausentes entre os judeus iraquianos, iranianos e georgianos e não aparecem entre os asquenazes. A população judaica do Iêmen também revela um efeito fundador: 42% das linhagens maternas diretas são atribuídas a cinco mulheres, quatro provenientes do próprio Oriente Médio e uma da África Oriental.

### MtDNA de judeus etíopes
Para os judeus etíopes, os resultados são semelhantes aos da população masculina, ou seja, características genéticas idênticas às das populações vizinhas.

### MtDNA de judeus indianos
De acordo com o estudo de 2008 de Behar, a linhagem materna das comunidades judaicas da Índia, Bene Israel e de Cochim, é predominantemente oriunda da própria Índia. No entanto, o DNA mitocondrial da comunidade Bene Israel também inclui linhagens comumente encontradas entre os judeus iranianos e iraquianos e também presentes entre os judeus italianos, e o DNA miticondrial dos judeus de Cochim também tem algumas semelhanças com as linhagens mitocondriais presentes em várias comunidades judaicas não-asquenazes. Pesquisas genéticas mostram que 41,3% dos Bene Israel descendem de uma ancestral feminina, que era de origem indiana. Outro estudo também descobriu que os judeus de Cochim têm semelhanças genéticas com outras populações judaicas, em particular com as do Iêmen, juntamente com as populações nativas da Índia.
Esses estudos se concentram nos cromossomos autossômicos, os 22 homólogos ou autossomos (cromossomos não sexuais), e não nas linhas diretas paternas ou maternas. A tecnologia mudou rapidamente e, portanto, os estudos mais antigos são diferentes em qualidade dos mais recentes.
Muitos estudos genéticos demonstraram que a maioria das várias divisões étnicas judaicas e os drusos, palestinos, beduínos, libaneses e outros povos do Levante  se agrupam geneticamente. Eles também encontraram sobreposição genética substancial entre os árabes palestinos e os judeus asquenazes e sefarditas. Uma diferença pequena, mas estatisticamente significativa, foi encontrada nas distribuições de haplogrupos do cromossomo Y de sefarditas e palestinos, mas nenhuma diferença significativa foi encontrada entre asquenazes e palestinos nem entre as duas comunidades judaicas. 32% dos 143 cromossomos Y árabes estudados pertenciam a este "clado árabe I&P", que continha apenas um cromossomo não árabe, o de um sefardita. Isso possivelmente pode ser atribuído ao isolamento geográfico dos judeus ou à imigração de tribos árabes no primeiro milênio. O povo druso, um "santuário genético" para a diversidade do Oriente Próximo na Idade Antiga, foi encontrado em estudos genéticos como o mais próximo dos judeus entre as populações do Levante. Os libaneses também se agrupam de perto com grupos étnicos judaicos, mais próximos do que sírios e palestinos, de acordo com um estudo de 2010 de Behar et al. Em contraste com o agrupamento muito próximo de judeus, libaneses e drusos, havia o agrupamento palestino, que era mais próximo de sauditas e beduínos, sugerindo ancestralidade significativa da Península Arábica, em contraste com o estoque mais levantino dos primeiros grupos.

## Comparação com populações não-judias

### Levantinos
Muitos estudos genéticos demonstraram que a maioria das várias divisões étnicas judaicas e etnias do Levante como os drusos, palestinos, beduínos e libaneses se agrupam geneticamente e também encontraram sobreposição genética substancial entre árabes palestinos e os judeus asquenazes e sefarditas. Uma diferença pequena, mas estatisticamente significativa, foi encontrada nas distribuições de haplogrupos do cromossomo Y de sefarditas e palestinos, mas nenhuma diferença significativa foi encontrada entre asquenazes e palestinos nem entre as duas comunidades judaicas. 32% dos 143 cromossomos Y árabes estudados pertenciam a este "clado árabe I&P", que continha apenas um cromossomo de origem não árabe, o de um judeu sefardita, o que possivelmente pode ser atribuído ao isolamento geográfico dos judeus ou à imigração de tribos árabes no primeiro milênio. O povo druso, considerado um "santuário genético" para a diversidade do Oriente Próximo na antiguidade, foi descrito em estudos genéticos como o mais próximo dos judeus dentre as populações do Levante. Os libaneses também se agrupam de perto com grupos étnicos judeus, mais próximos do que sírios e palestinos, de acordo com um estudo de 2010 de Behar. Em contraste com o agrupamento muito próximo de judeus, libaneses e drusos, havia o agrupamento palestino, que era mais próximo de sauditas e beduínos, sugerindo ancestralidade significativa da Península Arábica em contraste com o estoque mais levantino dos primeiros grupos.
O único estudo arqueogenético do sul do Levante (Salamon et al., 2010) explorou haplogrupos de mtDNA do Calcolítico de uma caverna no Deserto da Judeia. Os haplogrupos de mtDNA predominantes foram os haplogrupos U3a, H e H6 . "O U3 é bastante frequente no mtDNA contemporâneo de amostras do Oriente Próximo, sugerindo alguma continuidade temporal nos haplogrupos do mtDNA desde a Era Calcolítica (cerca de 4.500-4.000 a.C). Além disso, os autores descobriram que os haplótipos U3a e H6 das antigas amostras de DNA estavam presentes em uma ampla gama de populações judaicas contemporâneas".

#### Samaritanos

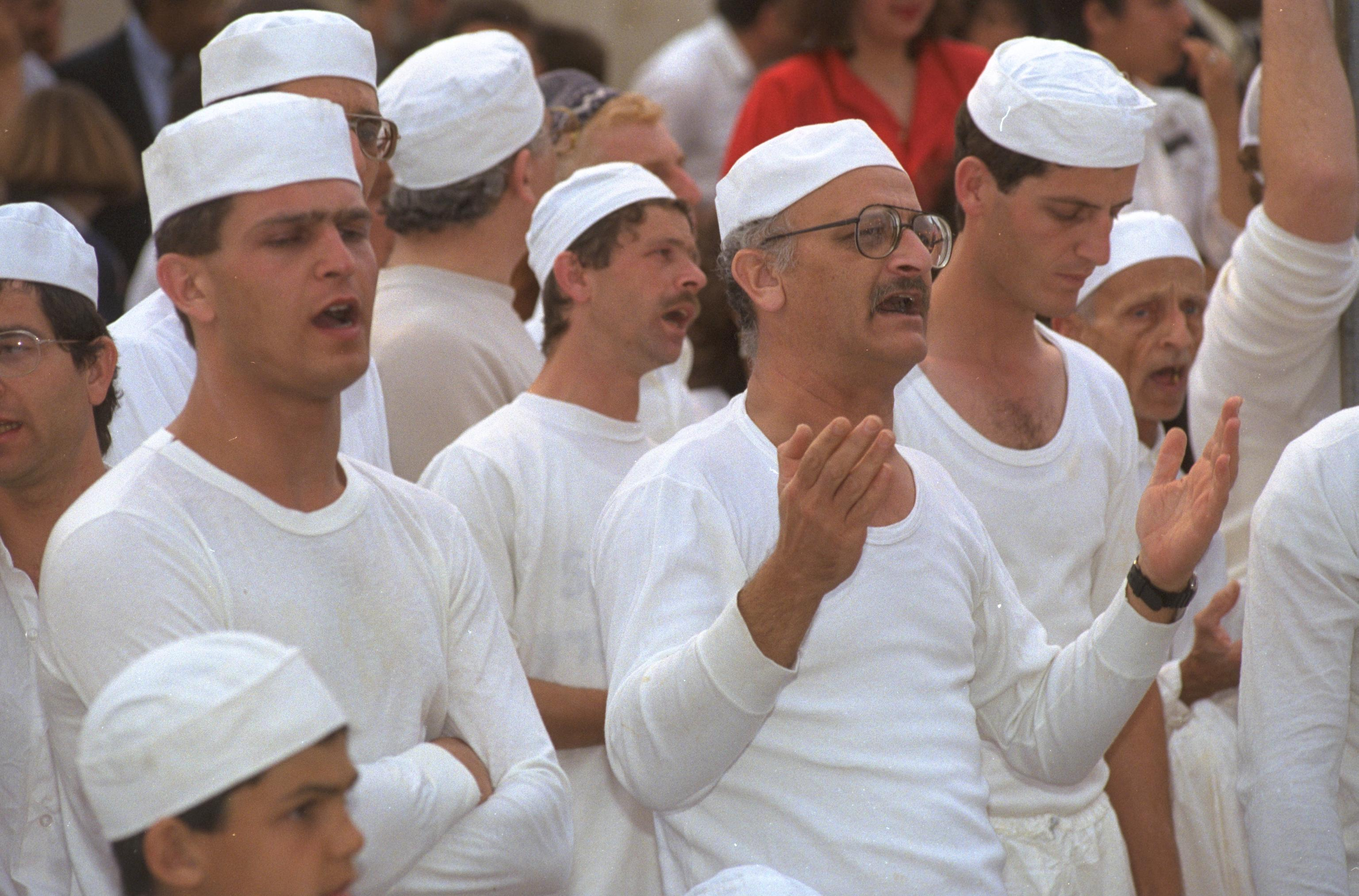
Samaritanos celebrando a Pessach no Monte Gerizim

Os samaritanos são uma população da parte norte do antigo Israel, onde são historicamente bem identificados desde pelo menos o século IV a.C. Eles se definem como os descendentes das tribos israelitas de Efraim e Manassés (nomeados em homenagem aos dois filhos de José) que viviam no Reino de Israel antes de sua destruição em 722 a.C., distintos dos judeus, descendentes dos israelitas do Reino de Judá .
Um estudo de 2004 por Shen et al. comparou o cromossomo Y e o DNA mitocondrial de 12 homens samaritanos com os de 158 homens que não eram samaritanos, divididos entre 6 populações judaicas (asquenazita, marroquino, líbio, etíope, iraquiano e iemenita) e 2 populações não-judias de Israel (drusos e árabes). O estudo conclui que existem semelhanças significativas entre as linhagens paternas de judeus e samaritanos, mas as linhagens maternas diferem entre as duas populações. As distâncias genéticas pareadas entre 11 populações de AMOVA aplicadas aos dados do cromossomo Y e mitocondriais. Para o cromossomo Y, todos os grupos judeus (exceto os judeus etíopes) estão intimamente relacionados entre si e não diferem significativamente dos samaritanos ou drusos, mas são diferentes dos árabes palestinos, africanos e europeus. Este estudo indicou que os cromossomos Y samaritanos e judeus têm uma afinidade muito maior um pelo outro do que por seus vizinhos geográficos, os árabes palestinos. Isso sugere que os dois compartilham uma população ancestral comum do Oriente Próximo precedendo sua divergência no século IV a.C., apoiando a narrativa samaritana de descendência dos israelitas que sobreviveram ao exílio assírio, e não de populações estrangeiras introduzidas pelo Império Assírio.
Um estudo de 2013 de Oefner et al. descobriu que "os samaritanos são descendentes das tribos de Israel que datam de antes do exílio assírio em 722-720 a.C. Em concordância com os haplótipos de polimorfismo de nucleotídeo único publicados anteriormente, observou-se que cada família samaritana, com exceção da linhagem samaritana Cohen, carregava um haplótipo distinto de repetição curta em tandem do cromossomo Y que não era mais do que uma mutação removida dos seis marcadores Haplótipo modal de Cohen". Os autores concluíram que "em conjunto, nossos resultados sugerem que houve fluxo gênico entre mulheres não samaritanas e a população samaritana em uma extensão significativamente maior do que para homens. As linhagens masculinas dos samaritanos, por outro lado, parecem ter considerável afinidade com as das cinco populações judaicas não etíopes examinadas aqui. Esses resultados estão de acordo com as expectativas baseadas nos costumes de casamento endogâmico e patrilinear dos samaritanos e fornecem suporte para uma antiga relação genética entre samaritanos e israelitas."

### Lembas
Os clãs Lemba estão espalhados entre as tribos falantes de línguas bantas no Zimbábue e norte da África do Sul. Sua tradição oral remonta a origem dos lembas judeus a Sana'a . Algumas práticas parecem reminiscentes das práticas judaicas, como a circuncisão e as leis alimentares. Dois estudos tentaram determinar a origem paterna dessas tribos. O primeiro, de Spurdle e Jenkins, data de 1996 e sugere que mais da metade dos Lembas testados carregam linhagens paternas de origem semita. O segundo estudo, de Thomas et al., data de 2000 e também sugere que parte dos lembas tem uma origem semita que pode vir de uma mistura de árabes e judeus. Além disso, os autores mostram que os clãs Lemba (Clã Buba) tem uma grande proporção do antigo CMH.
Uma pesquisa recente publicada no South African Medical Journal estudou as variações dos cromossomos Y em dois grupos de Lemba, um da África do Sul e outro do Zimbábue (os Remba), e concluiu que "embora não tenha sido possível rastrear inequivocamente as origens dos cromossomos Y não africanos nos Lemba e Remba, este estudo não apoia as reivindicações anteriores de sua herança genética judaica". O pesquisador sugere “uma ligação mais forte com as populações do Oriente Médio, provavelmente resultado da atividade comercial no Oceano Índico”.

### Habitantes da Espanha, Portugal e Ibero-América
De acordo com um estudo de 2008 de Adams et. al, os portugueses e espanhóis têm uma média de 20% de ascendência judaica sefardita, com variações geográficas significativas variando de 0% em Menorca a 36,3% no sul de Portugal (Algarve, Baixo Alentejo e Alto Alentejo). Segundo os autores, parte dessa mistura também pode ser de origem dos agricultores da Anatólia, fenícia ou árabe-sírios.
Populações ibero-americanas modernas também mostraram vários graus de ascendência judaica sefardita. Uma porcentagem dos colonos ibéricos que se fixaram na Ibero-América eram sefarditas, sejam praticantes do judaísmo ou cristãos-novos. Uma proporção significativa de imigrantes da Península Ibérica com ancestralidade sefardita escondeu suas origens judaicas.
Os pesquisadores analisaram "duas comunidades bem estabelecidas no estado estadunidense do Colorado (33 indivíduos não relacionados) e no Equador (20 indivíduos não relacionados) com uma prevalência mensurável do BRCA1 c.185delAG e do GHR c. Mutações E180, respectivamente, [...] consideradas como tendo sido trazidas para essas comunidades por progenitores judeus sefarditas. [...] Ao examinar o presumido componente europeu dessas duas comunidades, demonstramos o enriquecimento da ascendência judaica sefardita não apenas para essas mutações, mas também para outros segmentos. [...] Essas descobertas são consistentes com os relatos históricos da migração judaica dos reinos que compreendem a Espanha e Portugal modernos durante a Era dos Descobrimentos. Mais importante, fornecem uma justificativa para a ocorrência de mutações tipicamente associadas à diáspora judaica em comunidades latino-americanas."